# Neoathyreus cuspinotatus
Neoathyreus cuspinotatus es una especie de coleóptero de la familia Geotrupidae.

## Distribución geográfica
Habita en Brasil.